# جدة التاريخية
جدة التاريخية، وتعرف محلياً باسم جدة البلد، تقع في وسط مدينة جدة، ويعود تاريخها -حسب بعض المصادر- إلى عصور ما قبل الإسلام، وأن نقطة التحول في تاريخها كانت في عهد الخليفة الراشد عثمان بن عفان  عندما اتخذها ميناءً لمكة المكرمة في عام 26 هـ الموافق 647، تضم جدة التاريخية عدداً من المعالم والمباني الأثرية والتراثية، مثل آثار سور جدة وحاراتها التاريخية: حارة المظلوم، وحارة الشام، وحارة اليمن، وحارة البحر، كما يوجد بها عدد من المساجد التاريخية أبرزها: مسجد عثمان بن عفان، ومسجد الشافعي، ومسجد الباشا، ومسجد عكاش، ومسجد المعمار، وجامع الحنفي، إضافة إلى الأسواق التاريخية، وفي 21 يونيو 2014 أدرجت ضمن مواقع التراث العالمي. وأمر الملك سلمان بن عبد العزيز في يونيو 2018 بإنشاء إدارة باسم إدارة مشروع جدة التاريخية ترتبط بوزارة الثقافة، مع تخصيص ميزانية مستقلة لها، وذلك بناء على ما عرضه ولي العهد الأمير محمد بن سلمان.
وفي مايو 2019 وجه الأمير محمد بن سلمان بدعم مشروع ترميم 56 مبنى من المباني الآيلة للسقوط بجدة التاريخية، بمبلغ 50 مليون ريال سعودي (كمرحلة أولى).
وفي 28 مارس 2024 أعلنت وزارة الثقافة اكتمال مشروع تدعيم وإنقاذ (56) مبنى من المباني الآيلة للسقوط بجدة التاريخية، التي تحمل عناصر معمارية وتراثية ثرية.

## سور جدة وبواباتها التاريخية
قام ببناء سور جدة حسين الكردي أحد أمراء المماليك في حملته عندما اتجه ليحصن البحر الأحمر من هجمات البرتغاليين فشرع بتحصينه وتزويده بالقلاع والأبراج والمدافع لصد السفن الحربية التي تغير على المدينة وقد شرع حسين كردي في بناء السور وإحاطته من الخارج بخندق زيادة في تحصين المدينة من هجمات الأعداء وبمساعدة أهالي جدة تم بناء السور وكان له بابان واحد من جهة مكة المكرمة والآخر من جهة البحر ويذكر أن السور كان يشتمل على ستة أبراج كل برج منها محيطة 16 ذراعاً ثم فتحت له ستة أبواب هي: باب بمكة، وباب المدينة، وباب شريف وباب جديد وباب البنط وباب المغاربة أضيف إليها في بداية القرن الحالي باب جديد وهو باب الصبة. تم إزالة السور لدخوله في منطقة العمران عام 1947م.

## مناطق جدة التاريخية
قسمت مدينة جدة داخل سورها إلى عدة أحياء وقد أطلق عليها مواطنو المدينة القدامى مسمى حارة وقد اكتسبت تلك الأحياء أسماءها حسب موقعها الجغرافي داخل المدينة أو شهرتها بالأحداث التي مرت بها وهي:
- حارة المظلوم: لسبب تسميت هذه الحارة بحارة المظلوم أكثر من رواية، الأولى: نسبة للسيد عبد الكريم البرزنجي الذي قتلته الحكومة العثمانية.[11] الثانية: ما رواه ابن فرج المتوفى في عام 1010 هـ أثناء حديثه عن أحد أولياء جدة قوله: "وفيها من الأولياء المشهورين بالصلاح والعلوم الشيخ عفيف الدين عبد الله المظلوم، وقبره داخل السور في جهة الشام، وسمي المحل والبقعة التي هو فيها بالمظلوم من باب تسمية المحل باسم الحال .[12] تقع الحارة في الجزء الشمالي الشرقي من داخل السور شمال شارع العلوي وبها ومسجد الشافعي وسوق الجامع.
- حارة الشام: تقع في الجزء الشمالي من داخل السور في اتجاه بلاد الشام.
- حارة اليمن: تقع في الجزء الجنوبي من داخل السور جنوب شارع العلوي واكتسبت مسماها لاتجاهها نحو بلاد اليمن.
- حارة البحر: تقع في الجزء الجنوبي الغربي من مدينة جدة وهي مطلة على البحر.
- حارة الكرنتينه: تقع جنوبي جدة وكانت مواجهة للميناء البحري القديم قبل ردم المياه الضحلة أمامها لإنشاء ميناء جدة الإسلامي ومصفاة البترول، وكان دخول الحجاج القادمين بحرا عن طريقها وتعتبر أقدم أحياء جدة خارج السور وتسكنها هذه الأيام أغلبية وافدة من دول أفريقيا وهي بجوار مصفاة جدة الجنوبية للبترول.
- حارة المليون طفل: تقع جنوبي جدة وأطلق عليها هذا الاسم بسبب كثرة وجود الأطفال في أزقة الحارة.

## بيوت جدة التاريخية

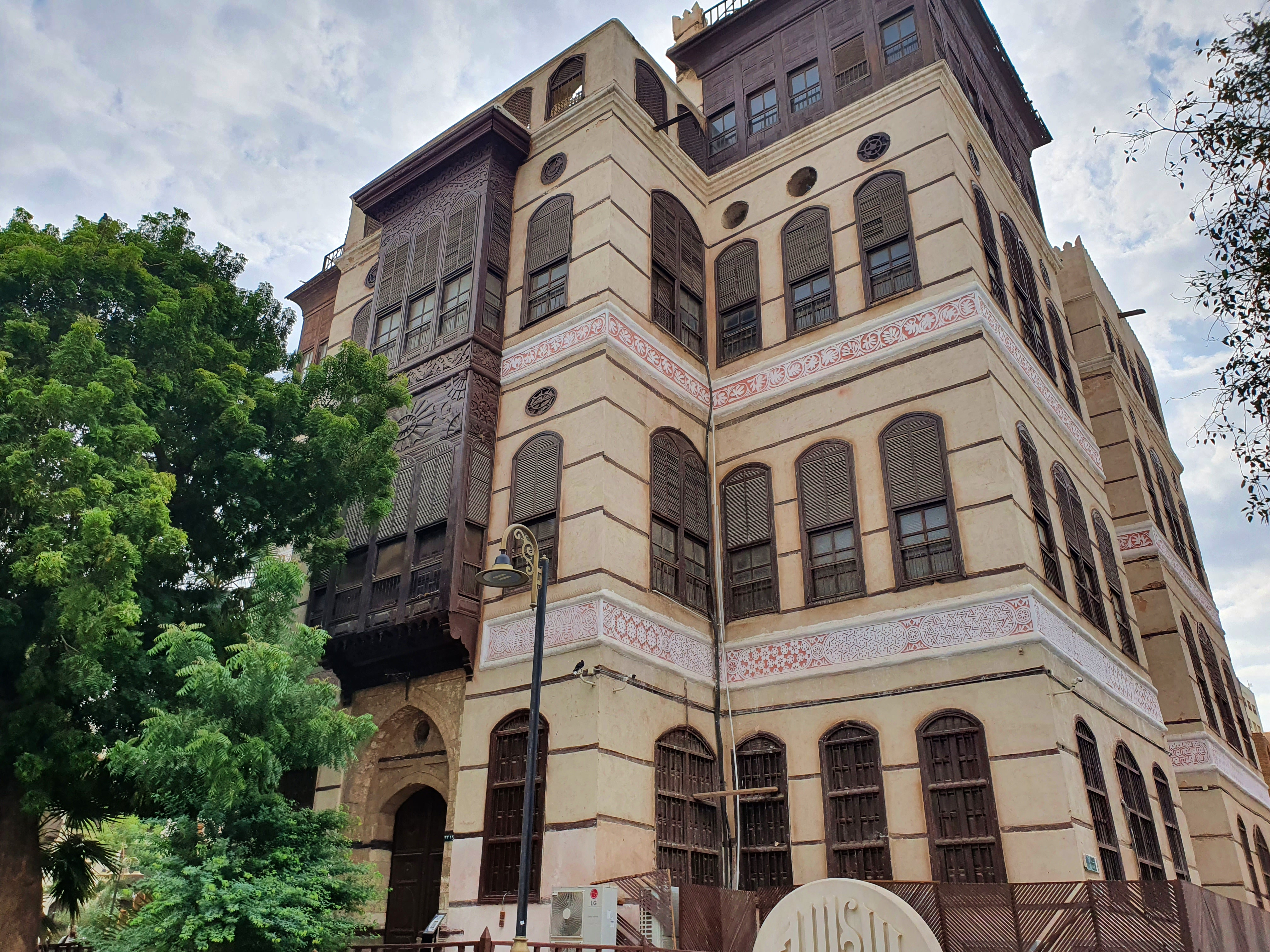
بيت نصيف

بنى أهالي جدة بيوتهم من الحجر المنقبي والذي كانوا يستخرجونه من بحيرة الأربعين ثم يعدلونه بالآلات اليدوية ليوضع فـي مواضع تناسب حجمه إلى جانب الأخشاب التي كانت ترد إليهم من المناطق المجاورة كوادي فاطمة أو ما كانوا يستوردونه من الخارج عن طريق الميناء خاصة من الهند، كما استخدموا الطين الذي كانوا يجلبونه من بحر الطين يستعملونه في تثبيت المنقبة ووضعها بعضها إلى بعض وتتلخص طريقة البناء فـي رص الأحجار فـي مداميك يفصل بينها قواطع من الخشب «تكاليل» لتوزيع الأحمال على الحوائط كل متر تقريباً يشبه المبنى القديم إلى حد كبير المبنى الخرساني الحديث والأخشاب تمثل تقريباً الحوائط الخارجية للمنشأ الخرساني وذلك لتخفيف الأوزان باستعمال الخشب.
ومن أشهر وأقدم المباني الموجودة حتى الآن دار آل نصيف ودار آل جمجوم فـي حارة اليمن ودار آل باعشن وآل شيخ وآل قابل ودار قمصاني والمسجد الشافعي فـي حارة المظلوم ودار آل باناجة وآل الزاهد فـي حارة الشام ودار آل النمر في حارة البحر وبلغ ارتفاع بعض هذه المباني إلى أكثر من 30 متر، كما ظلت بعضها لمتانتها وطريقة بنائها باقية بحالة جيدة بعد مرور عشرات السنين، وتميزت هذه الدور بوجود ملاقف على كافة الغرف فـي البيت وأيضا استخدم الروشن وخاصة الرواشين بأحجام كبيرة، واستخدمت الأخشاب المزخرفة فـي الحوائط بمسطحات كبيرة ساعدت على تحريك الهواء وانتشاره فـي أرجاء الدار وإلقاء الظلال على جدران البيت لتلطيف الحرارة كما كانت الدور تقام بجوار بعضها البعض وتكون واجهاتها متكسرة لإلقاء الظلال على بعضها.

## أشهر مساجد جدة التاريخية

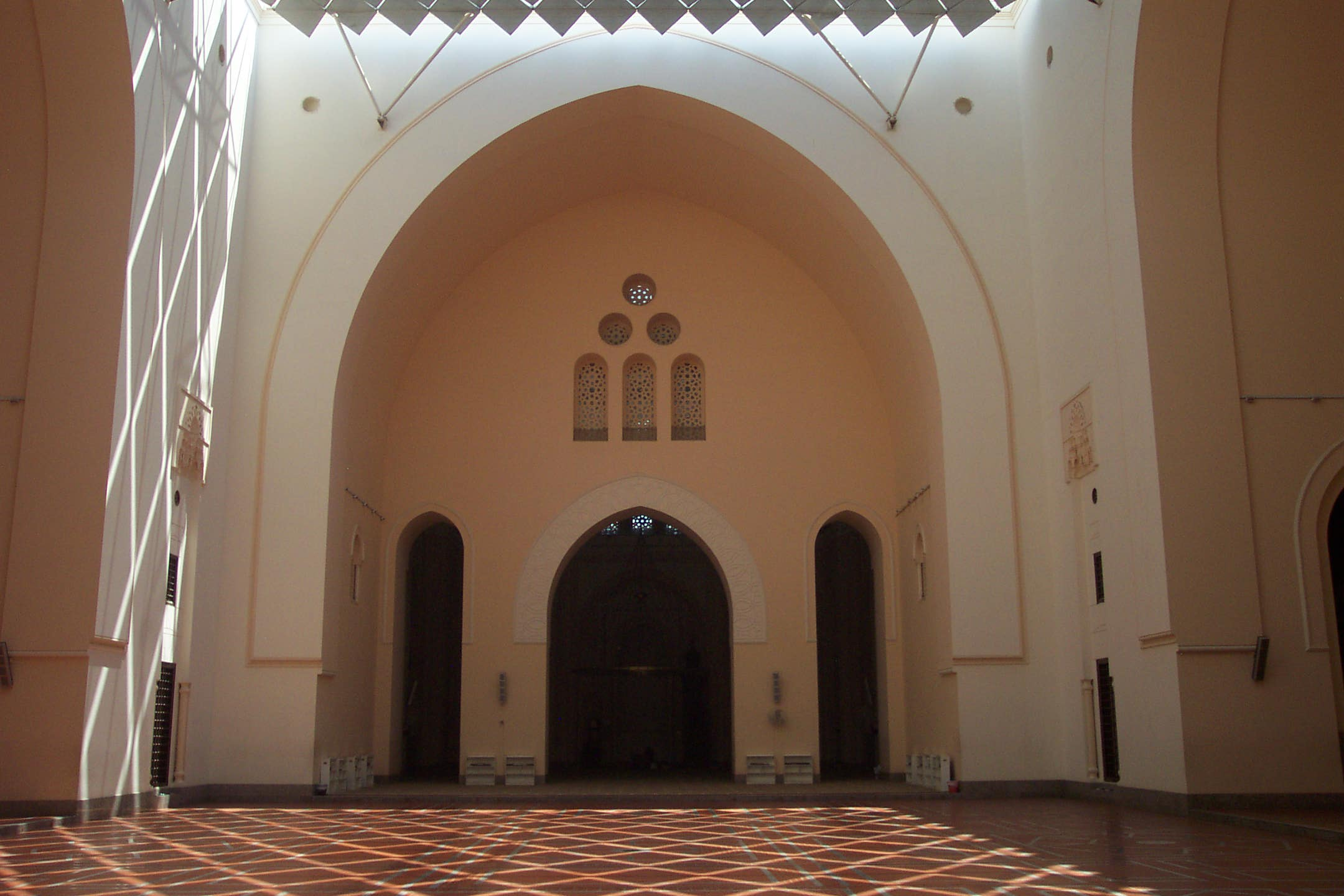
من داخل مسجد الملك سعود

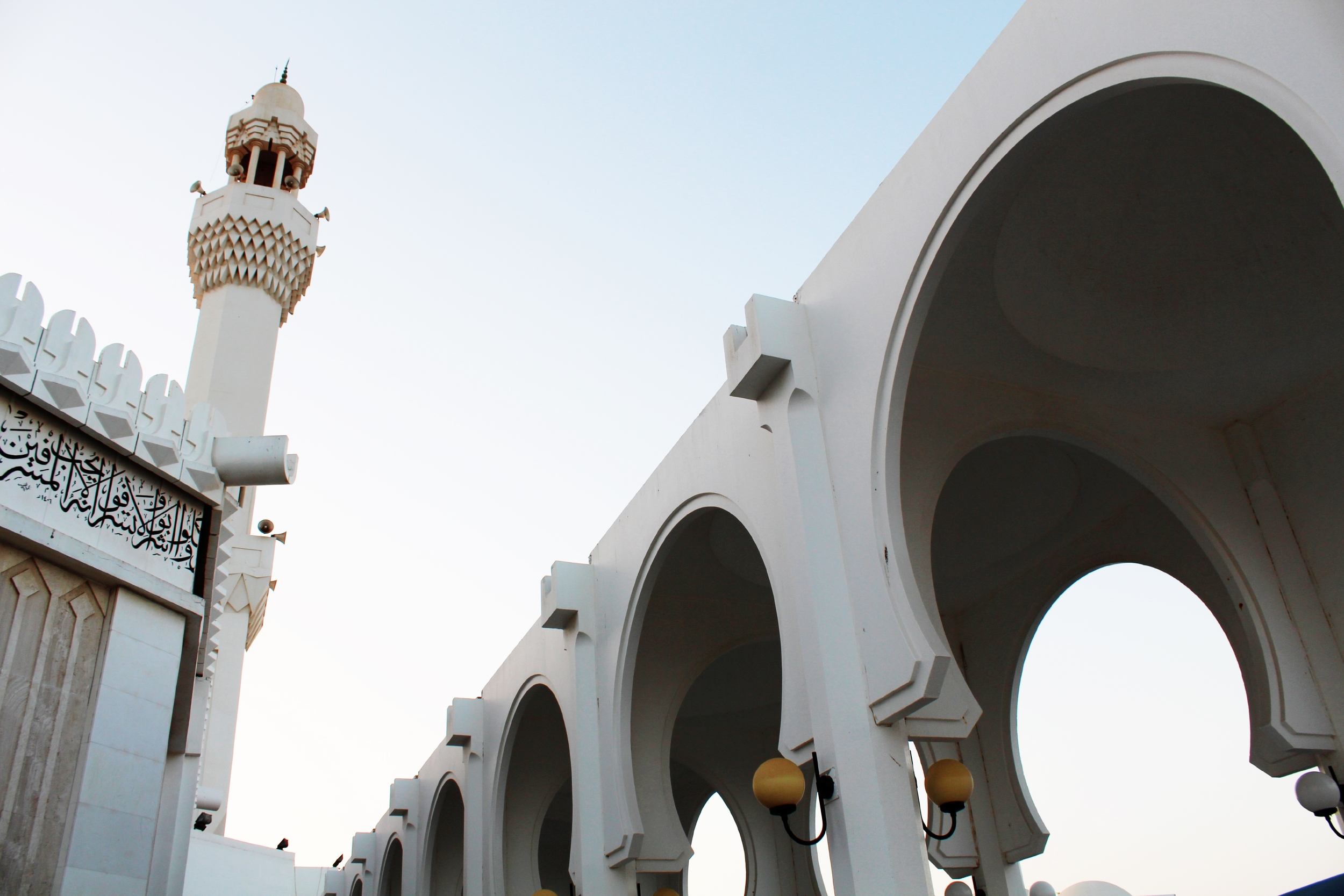
مسجد الرحمة من الخارج

تعج جدة التاريخية بالكثير من المساجد التاريخية وهي:
- مسجد الشافعي: يقع في حارة المظلوم في سوق الجامع بجوار بيت معتوق شيخ وهو أقدم مساجدها وقيل أن منارته بنيت في القرن السابع الهجري الموافق الثالث عشر ميلادي وهو مسجد فريد في بنيان عمارته وهو مربع الأضلاع ووسطه مكشوف للقيام بمهام التهوية وقد شهد المسجد أعمال ترميمية لصيانته وتقام به الصلاة.
- مسجد عثمان بن عفان: ويطلق عليه مسجد الأبنوس الذي ذكره ابن بطوطة وابن جبير في رحلتيهما، لوجود ساريتين من خشب الأبنوس به ويقع في حارة المظلوم وله مئذنة ضخمة وتم بناؤه خلال القرنين التاسع والعاشر الهجريين.[14]
- مسجد الباشا: يقع المسجد في حارة الشام وقد بناه بكر باشا الذي ولي جدة عام 1735 وكان لهذا المسجد مئذنة أعطت المدينة معلما أثريا معماريا، وقد بقيت على حالها حتى 1978 عندما هدم المسجد وأقيم مكانه مسجد جديد.
- مسجد عكاش: يقع المسجد داخل شارع قابل غرباً، أقيم المسجد قبل عام 1379 هـ وقام بتحديد بنائه عكاش أباظة وتم رفع أرضية المسجد عن مستوى الشارع بحيث يصعد إليه بعد درجات وهو في حالة جيدة وتقام به صلوات حتى اليوم.
- مسجد المعمار: يقع المسجد في شارع العلوي غرباً بمحلة المظلوم، وقد عمره مصطفى معمار باشا في عام 1384 هـ وهو الآن بحالة جيدة وتقام فيه الصلاة وله أوقاف خاصة به.
- مقبرة الشيخ حامد بن نافع: تقع في طريق مكة جدة القديم وتسمي بمقبرة شيخ الأسد نسبة للشيخ حامد بن نافع وهو من آل البيت النبوي الهاشمي ويمتد نسبه إلي الشريف ابي مالك بن شيخة القاسم أمير المدينة المنورة وتوجد زريته اليوم بالسودان الشرقي ويعرفون بعد شيخ حامد بن نافع.
- مسجد الرحمة: يقع فوق سطح البحر على كورنيش جدة.
- مسجد الملك سعود: يقع في منطقة البلد وتم بنائه في عهد الملك سعود.
- مسجد الجفالي: يقع في منطقة البلد مقابل وزارة الخارجية ودوار البيعة في جنوب جدة.
- جامع حسن عناني: يقع الجامع على كورنيش جدة الأوسط عند تقاطع شارع الحمراء مع طريق الكورنيش.
- جامع مصطفى العبدي: يقع الجامع وسط المدينة مقابل مقر المجلس المحلي.

## أشهر أسواق جدة التاريخية
بلغت المساحة التقريبية لداخل سور مدينة جدة 1,5 كيلو متر مربع وهي ما زالت تحوي لمسات من الحياة التقليدية ذات الطابع الاجتماعي والاقتصادي القديم التي تتركز حاليا حول مساجد وأسواق المنطقة حيث تنتشر بعض محلات الحرف الشعبية والتقليدية القديمة، ومن أشهر أسواق المنطقة التاريخية قديما وحديثا والتي تشكل شريان المنطقة :
- سوق العلوي
- سوق البدو[15]
- سوق قابل
- سوق الندى

## أهم الأسواق والخانات التي كانت موجودة بجدة التاريخية

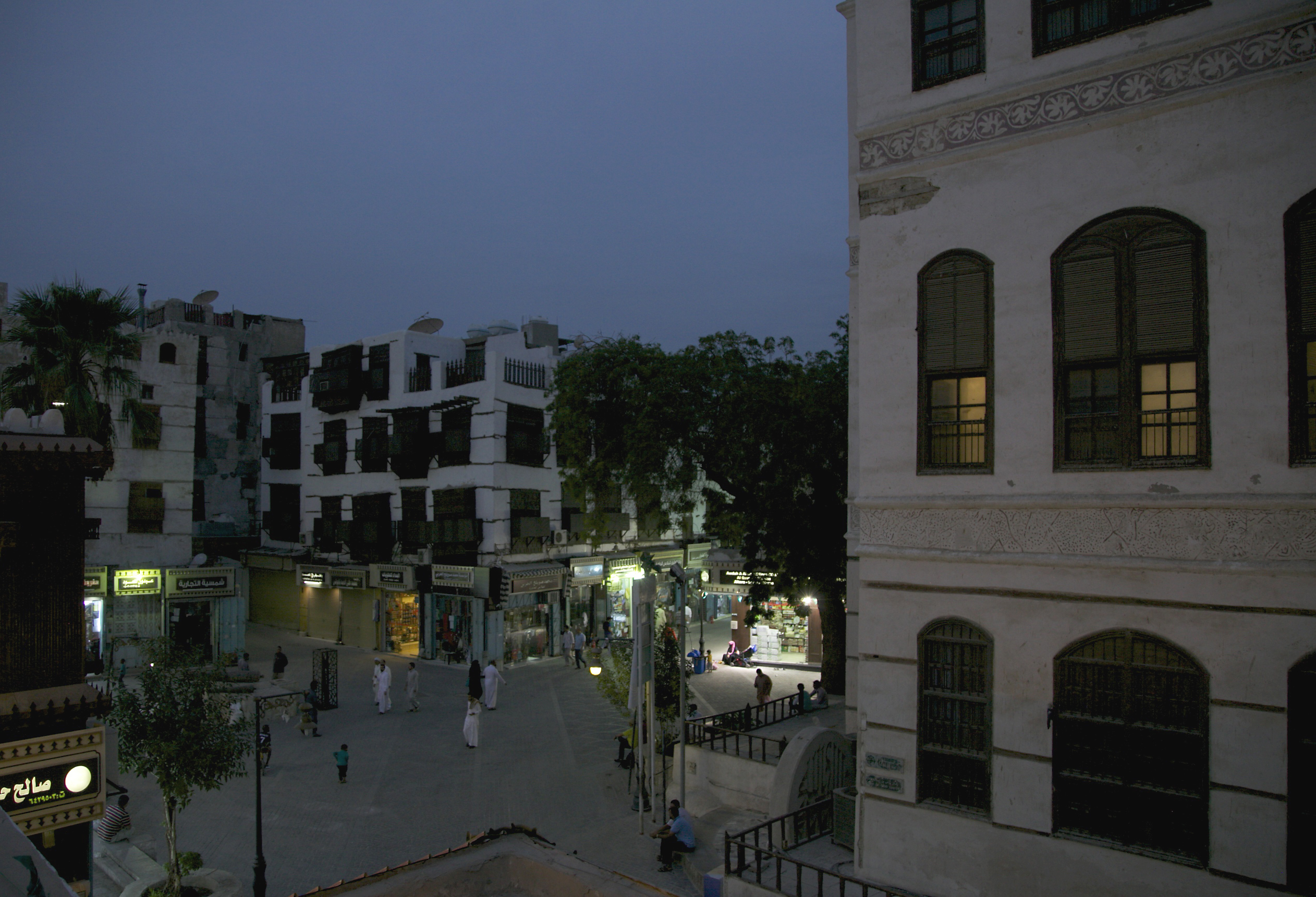
جانب من أحد أسواق المنطقة التاريخية

تحتوي جدة التاريخية على عدد من الأسواق التي كانت قائمة قديما، بعضها انتهى والبعض الآخر ما زال قائمًا:
- سوق السمك.
- سوق الخضروات والجزارين: بالنوارية الواقعة في نهاية شارع قابل إلى ناحية الشرق.
- السوق الكبير: تباع فيه الأقمشة في دكاكين كبيرة وصغيرة مكتظة بفاخر الأقمشة على مختلف أنواعها.
- سوق الخاسكية: تقع خلف دار الشيخ محمد نصيف.
- سوق الندى: ومعظم المحلات فيه لبيع الأحذية.
- سوق الجامع: نسبة إلى جامع الشافعي.
- سوق الحبابة: يقع في باب مكة.
- سوق الحراج: المزاد العلني، وكان يقع في باب شريف.
- سوق البدو: يقع في باب مكة ويباع فيه كل ما يجذب سكان البادية.
- سوق العصر: يقع في باب شريف ويقام في كل عصر في ذلك الوقت.
- سوق البراغية: كانت تصنع فيه برادع الحمير والبغال وسروج الخيل عند عمارة الشربتلي.
- سوق السبحية: كانت تصنع وتباع فيه السبحة وهو سوق في موقع الخاسكية.
- سوق الحرفيين: يقع بالقرب دار الشيخ محمد نصيف، يضم مساحة للحرفيين المحليين والعالميين لعرض منتجاتهم وبيعها، إلى جانب ورش عمل لتجارب الحر.[16]
- خانات جدة التاريخية: والخان ما يسمى بالقيسارية أي السوق التي تتكون من مجموعة دكاكين تفتح وتغلق على بعض، ومن أهم خانات جدة التاريخية خان الهنود، خان القصبة وهو محل تجارة الأقمشة، خان الدلالين، خان العطارين.

## مقبرة جدة التاريخية
مقبرة أمنا حواء: تقع في وسط المدينة ويعتقد أن حواء أم البشر توفيت ودفنت في هذة المقبرة.

## مشروع إعادة إحياء جدة التاريخية
أعلن ولي العهد الأمير محمد بن سلمان إطلاق مشروع «إعادة إحياء جدة التاريخية» ضمن برنامج تطوير جدة التاريخية في 6 سبتمبر 2021، وذلك ضمن مستهدفات رؤية السعودية 2030، ويهدف المشروع إلى تطوير المجال المعيشي في المنطقة لتكون مركزاً جاذباً للأعمال وللمشاريع الثقافية، ومقصداً رئيسًا لروّاد الأعمال.
سيكون العمل على المشروع ممتدا علي مدار 15 عامًا، سيتم خلالها تطوير جدة التاريخية وفق مسارات متعددة تشمل البنية التحتية والخدمية، وتطوير المجال الطبيعي والبيئي، وتحسين جودة الحياة، ويشتمل المشروع على واجهات بحرية مطورة بطول 5 كلم، ومساحات خضراء وحدائق مفتوحة تغطي 15% من إجمالي مساحة جدة البلد وضمن مساحة المشروع البالغة 2.5 كلم مربع.
في 4 فبراير 2024م أعلن برنامج جدة التاريخية بالتعاون مع هيئة التراث عن اكتشاف ما يقارب 25 ألف قطعة من بقايا مواد أثرية يعود أقدمها إلى القرنين الأول والثاني الهجري (السابع والثامن الميلاديين) في 4 مواقع تاريخية: مسجد عثمان بن عفان، والشونة الأثري، وأجزاء من الخندق الشرقي، والسور الشمالي.
وحرصت "المنطقة التاريخية" على تنظيم فعاليات متنوعة خلال موسم رمضان للعام 2024 لإعادة الحياة للمهن التراثية مثل التطريز وتقطير الورد وصناعة الكحل والعملات القديمة، وخوض تجربة العيش فيها بأدق تفاصيلها وكذلك العيش داخل الذكريات التي طويت مع التطور والتقدم.
في 18 أبريل 2024 وبالتزامن مع يوم التراث العالمي، كشف برنامج جدة التاريخية عن بقايا خندق دفاعي وسور تحصين كان يطوق المدينة حيث يقع في الجزء الشمالي من جدة التاريخية شرقي ميدان الكدوة وبالقرب من ميدان البيعة، ويعود تاريخهما إلى عدة قرون.
في 16 يوليو 2024م وفق مجلس الوزراء على تمديد مدة برنامج مشروع جدة التاريخية سنتين.

## تذكار جدة
موقع تذكار جدة يعد متحف ثقافي يقع في منطقة جدة التاريخية تميزت به مدينة جدة، ويعد وعاءً معرفيًا يخلّد نمط الحياة بالمقتنيات الأثرية المعروضة فيه. يحتوي المعرض على مجسمات الطراز المعماري الحجازي القديم، وأعمال يدوية مصنوعة محلياً تتعايش مع دخول المنطقة منظومة التراث العالمي.
يجسد المتحف ماضي جدة التاريخية الممتد لمئات السنين، لما يستوعبه من تصاميم البيوت والرواشين، والعملات القديمة، ويوضح عادات وتقاليد المجتمع قديمًا. حيث أن منطقة جدة التاريخية تعد منطقة غنية بالعناصر الثقافية والعمرانية، والمعالم والمباني الأثرية.

## الصور

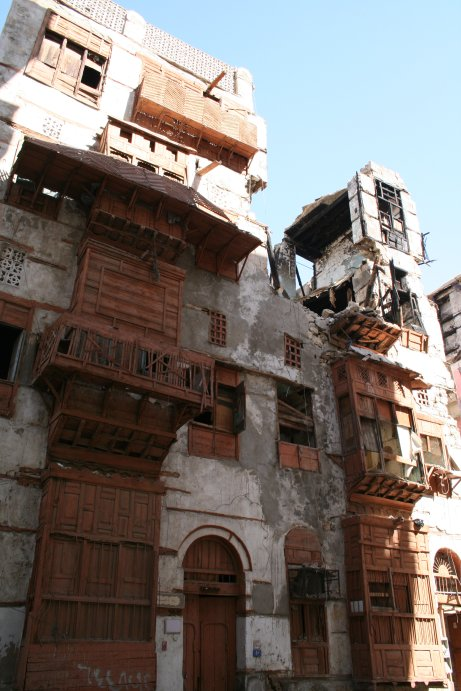
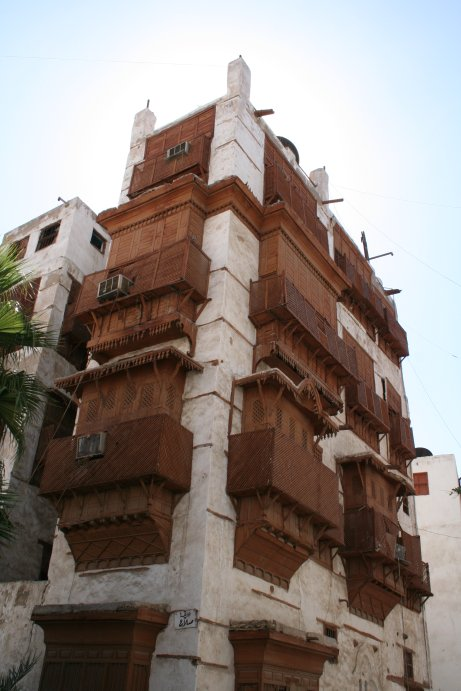
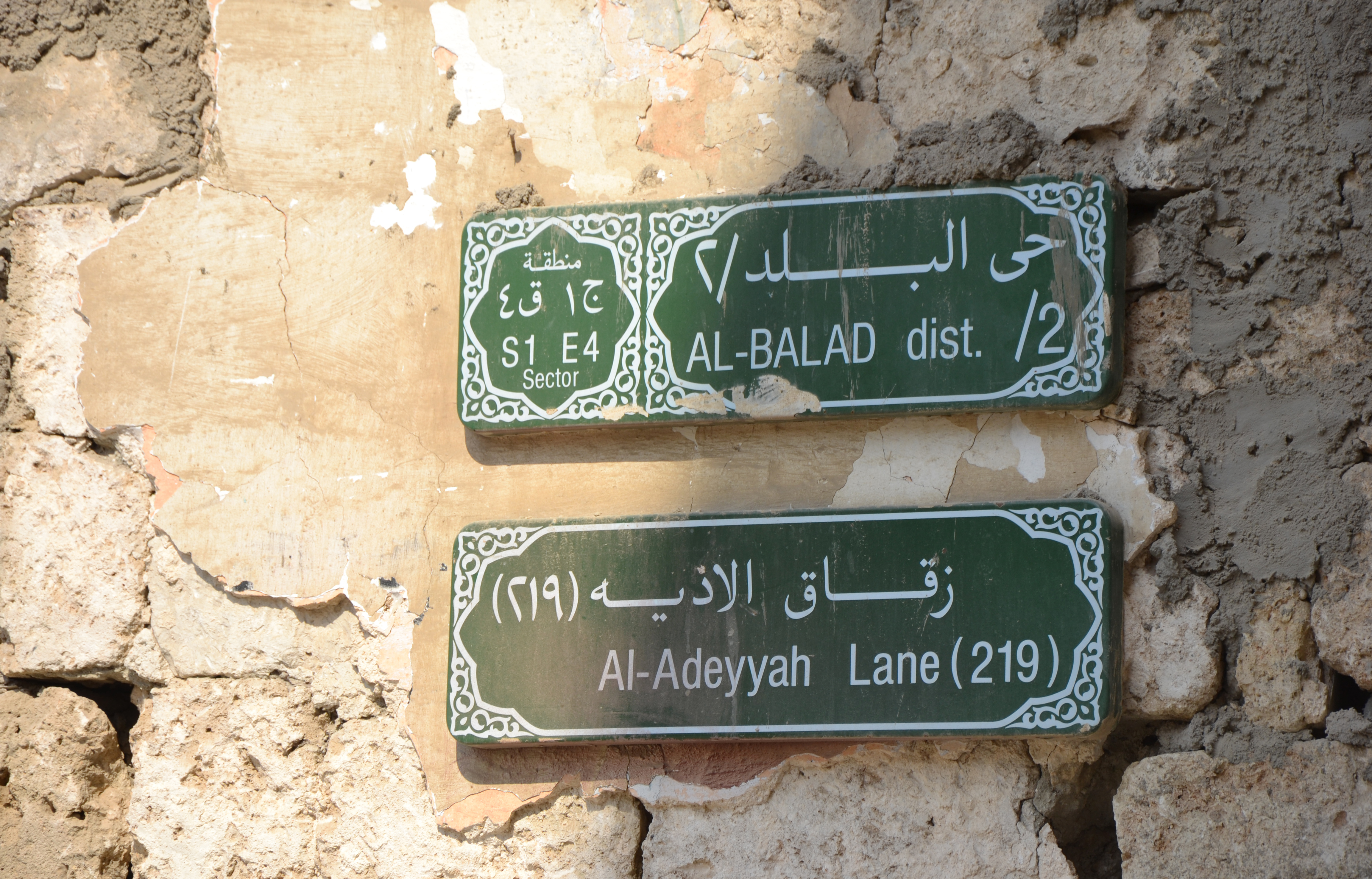
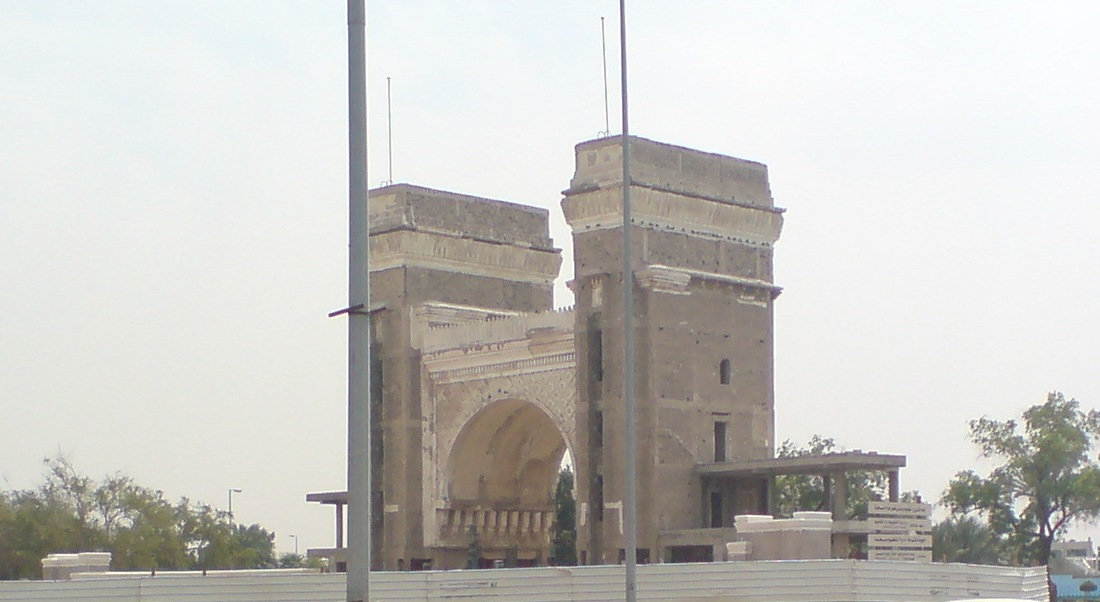
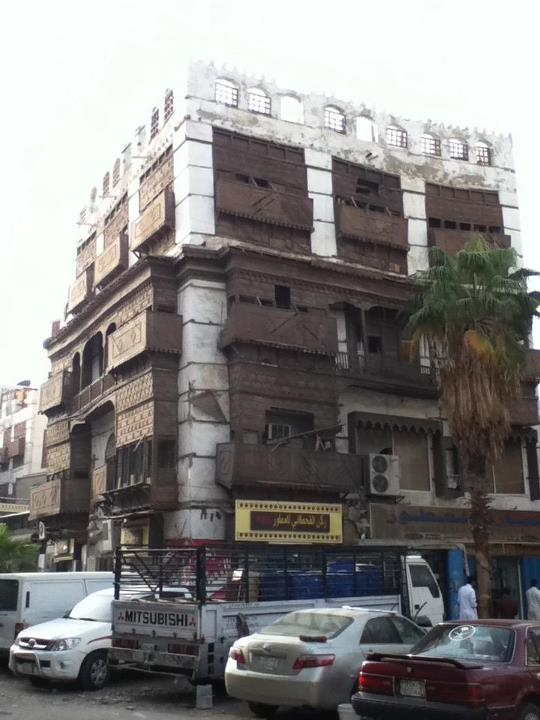
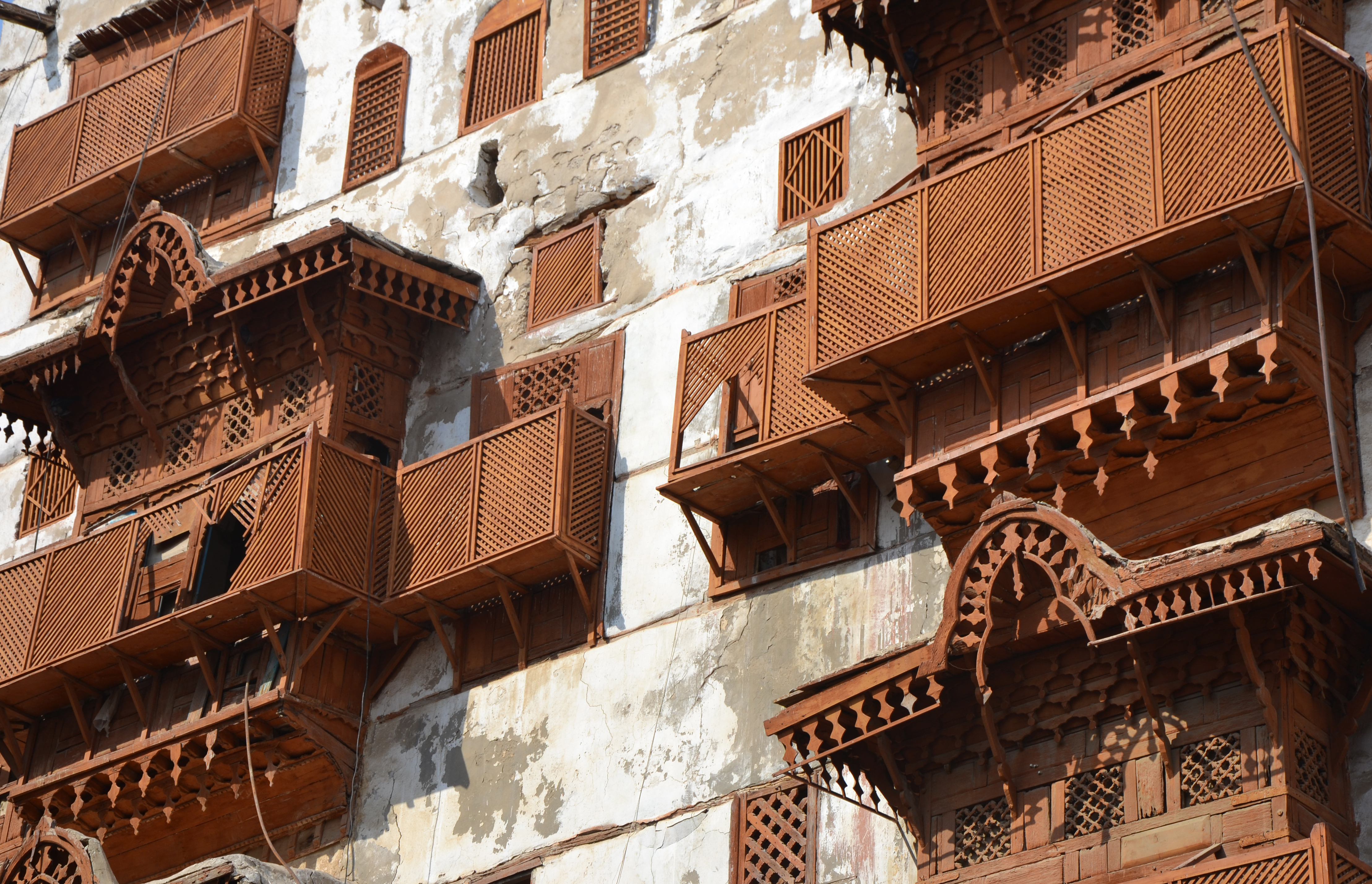
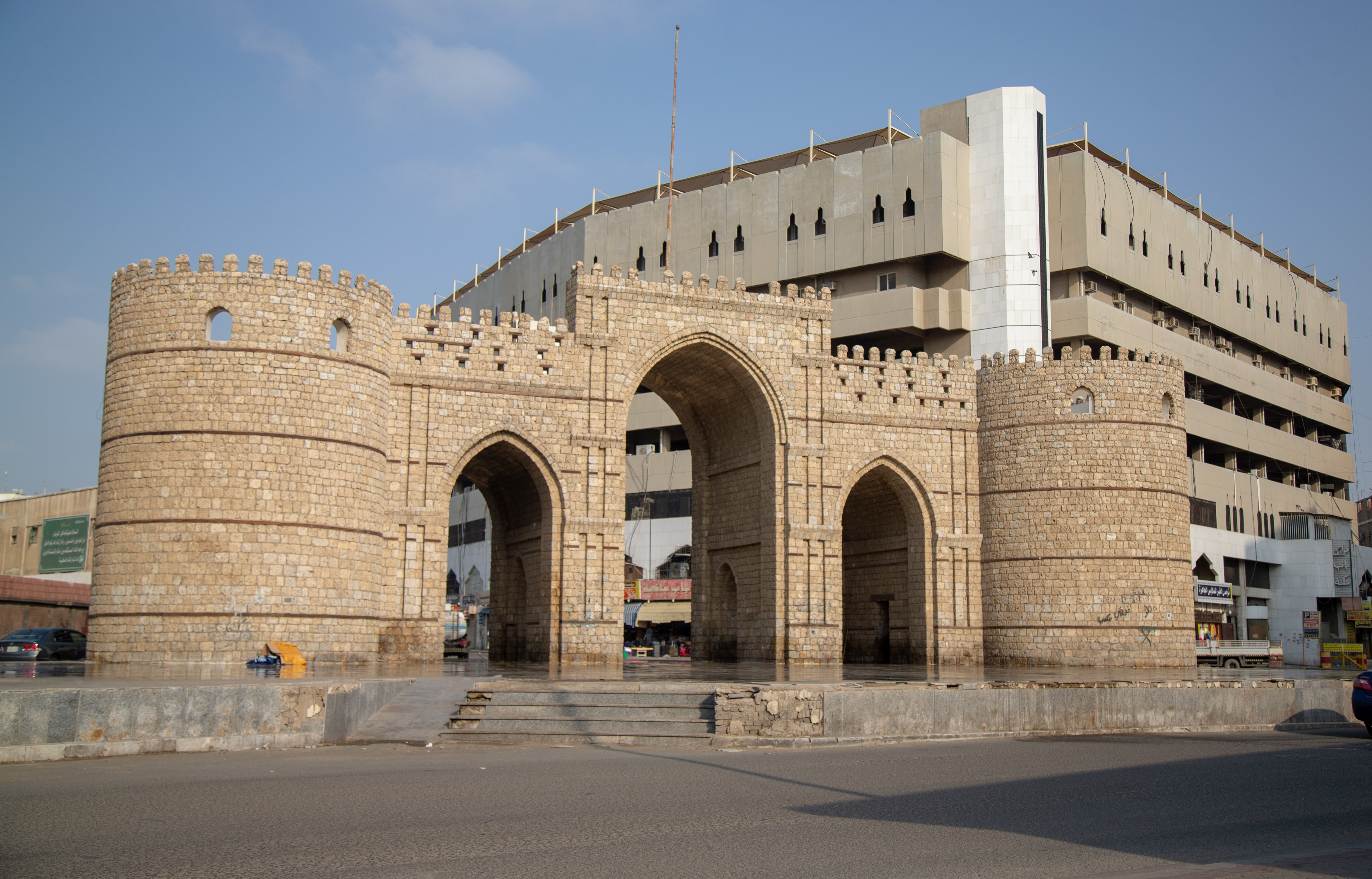
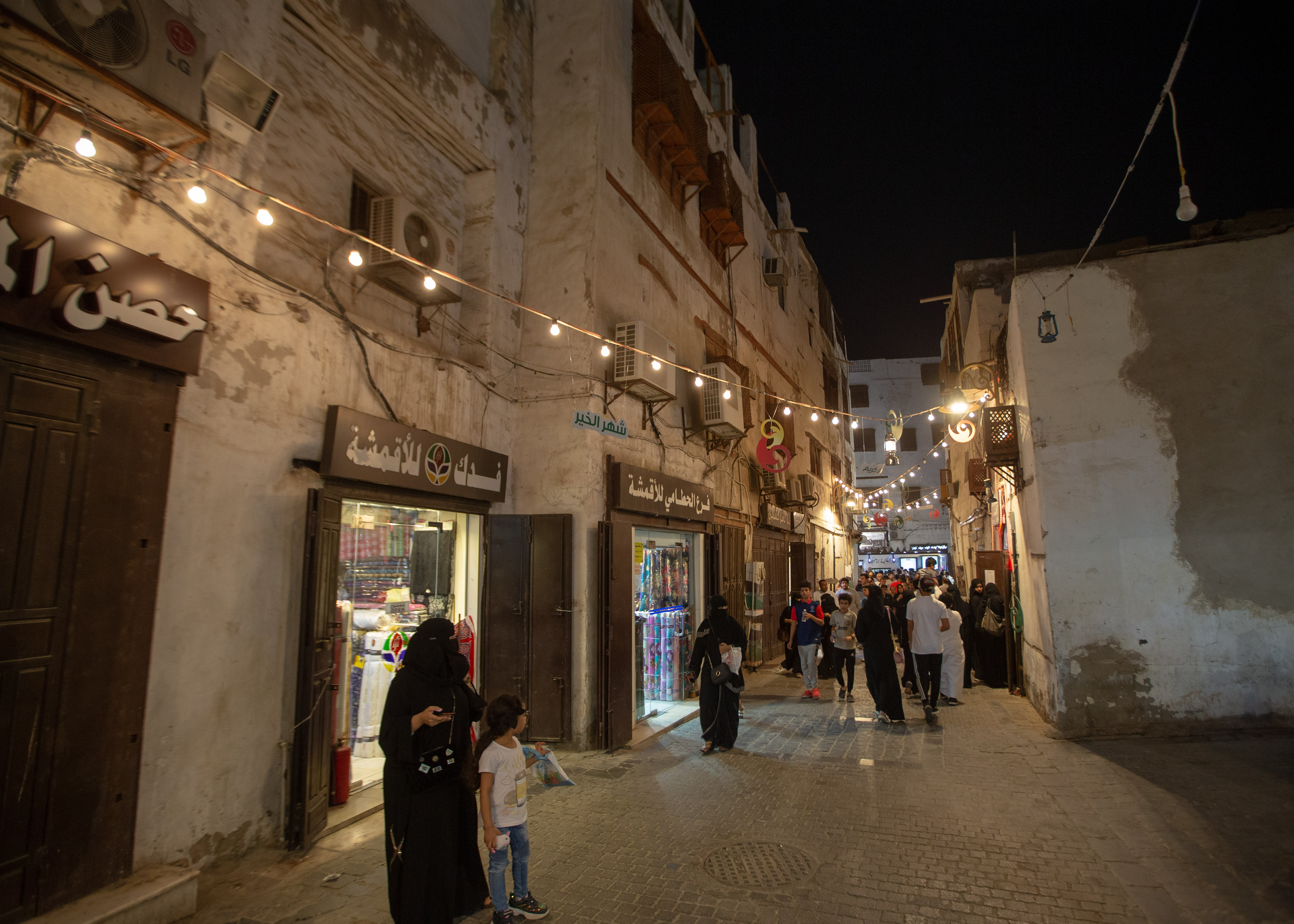
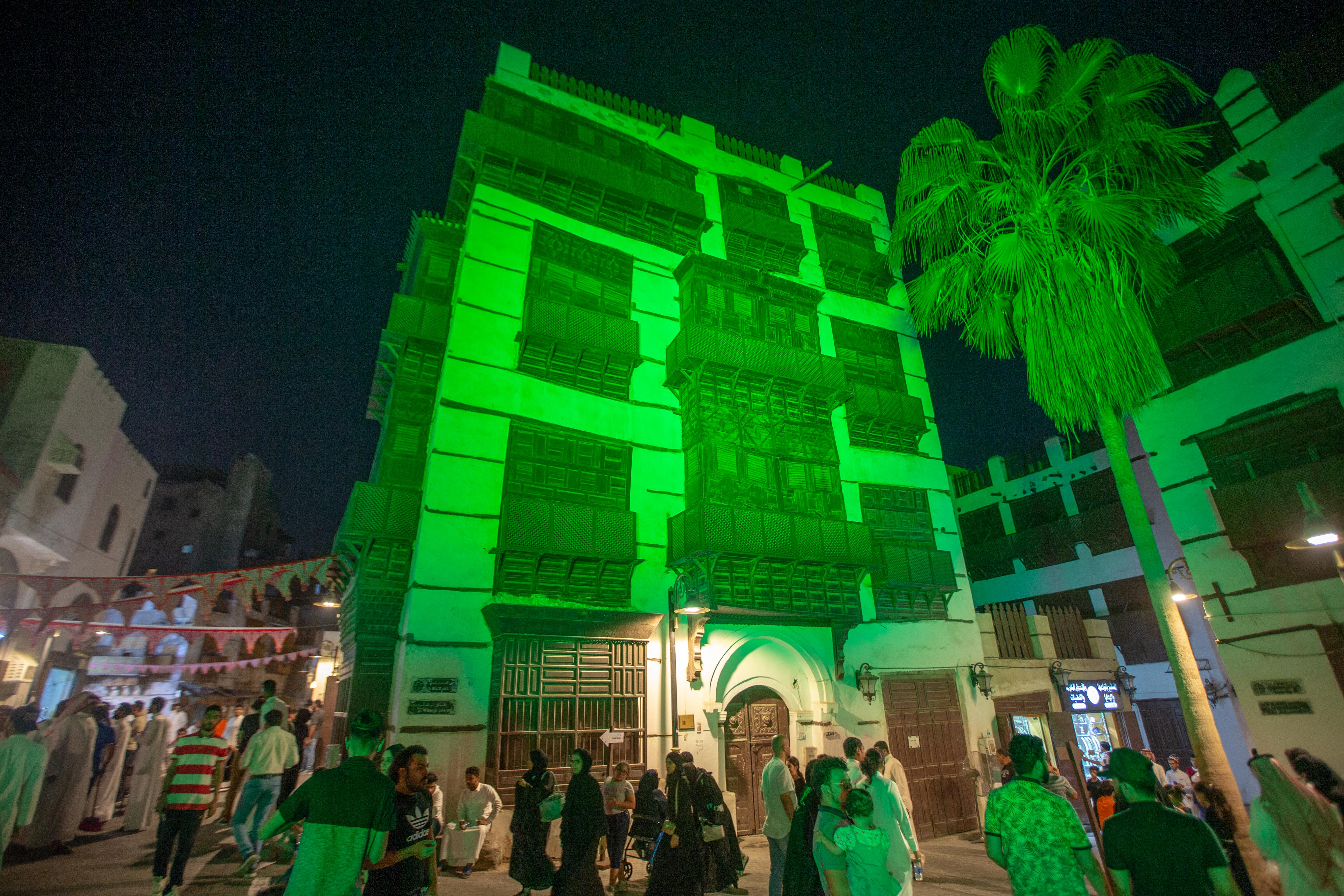
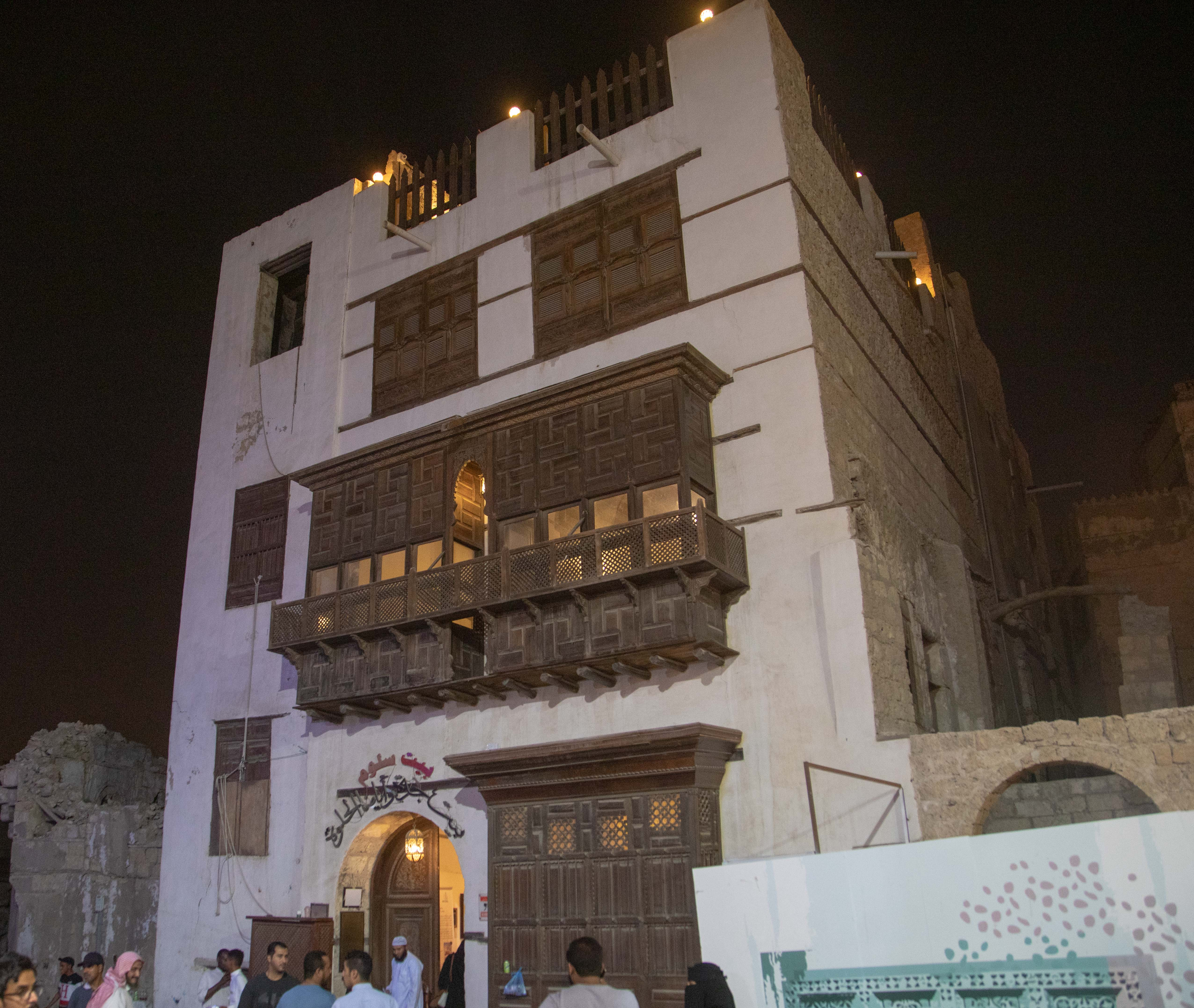
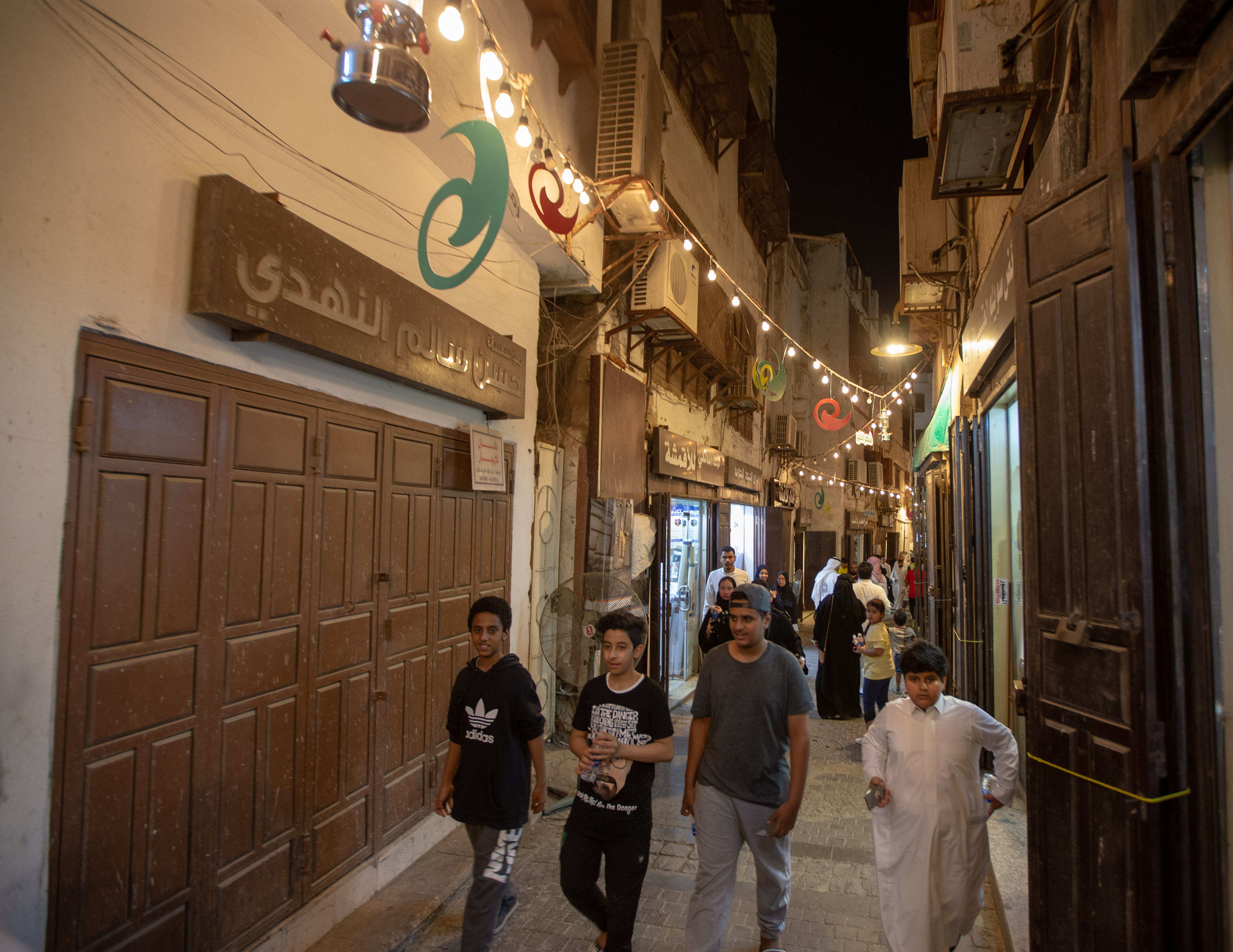
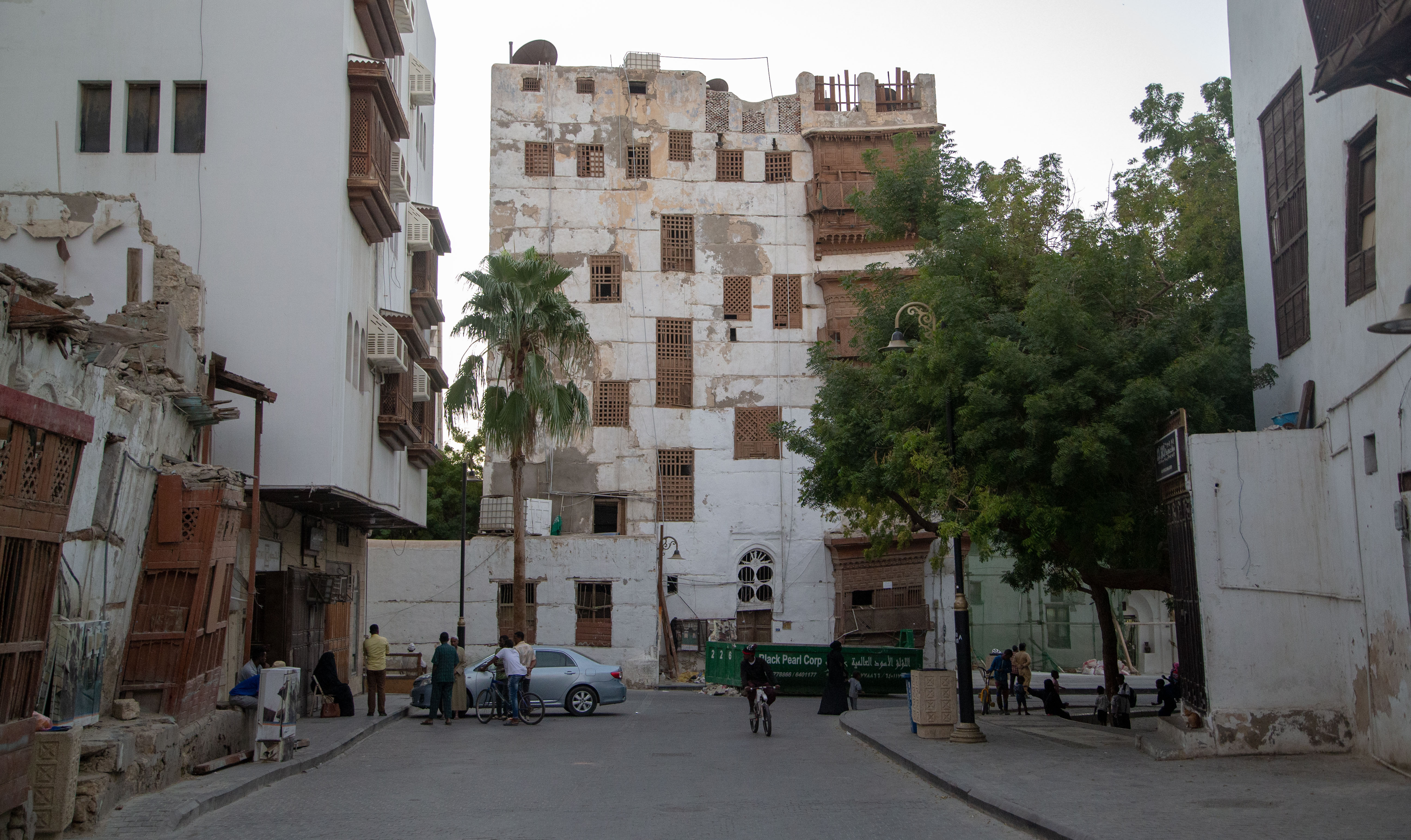
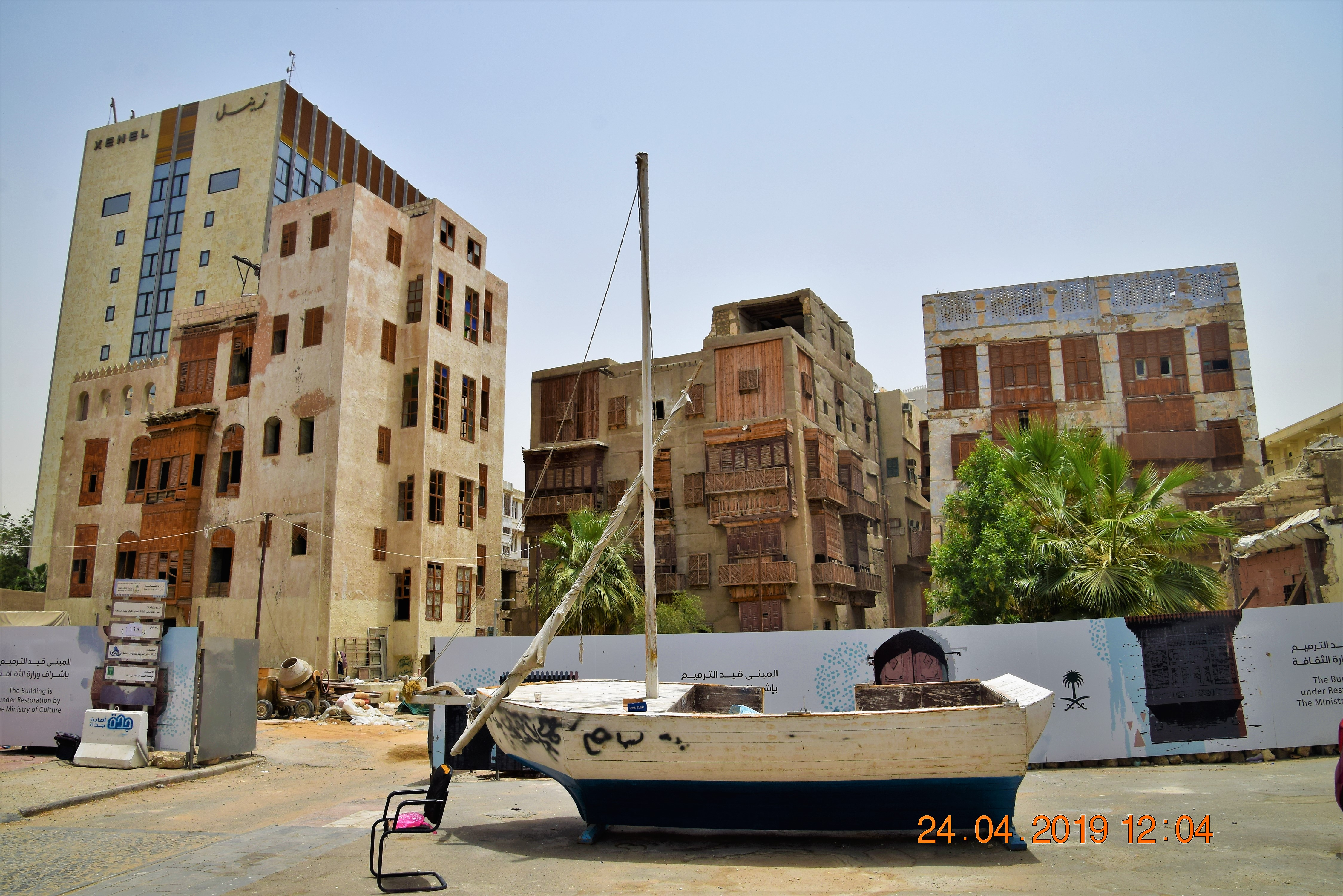

## وصلات خارجية
- جدة التاريخية - الهيئة العامة للسياحة والتراث الوطني